# Mette Wihlborg
Mette Anna Margareta Wihlborg, född 23 juli 1952 i Bromma församling i Stockholm, är en svensk skulptör.
Mette Wihlborg utbildade sig på Konstfack i Stockholm 1974–1980.

## Offentliga verk i urval
- Fossil, 1998, två dammar med mönster på botten, Åbyparken i Haninge kommun
- Källan, 1995, fontän i köpcentret vid Riddarplatsen i Jakobsberg, Järfälla kommun[2]
- Mykes, sten, 2005, Nivrenaskolan i Kvissleby i Sundsvalls kommun
- Trädgård, en trädgård för sinnena, vatten, frukträd och örter, skulpturer och reliefer i betong, brons och sten, Tallidens äldreboende, Helgesons väg 5 i Nacka

## Bildgalleri

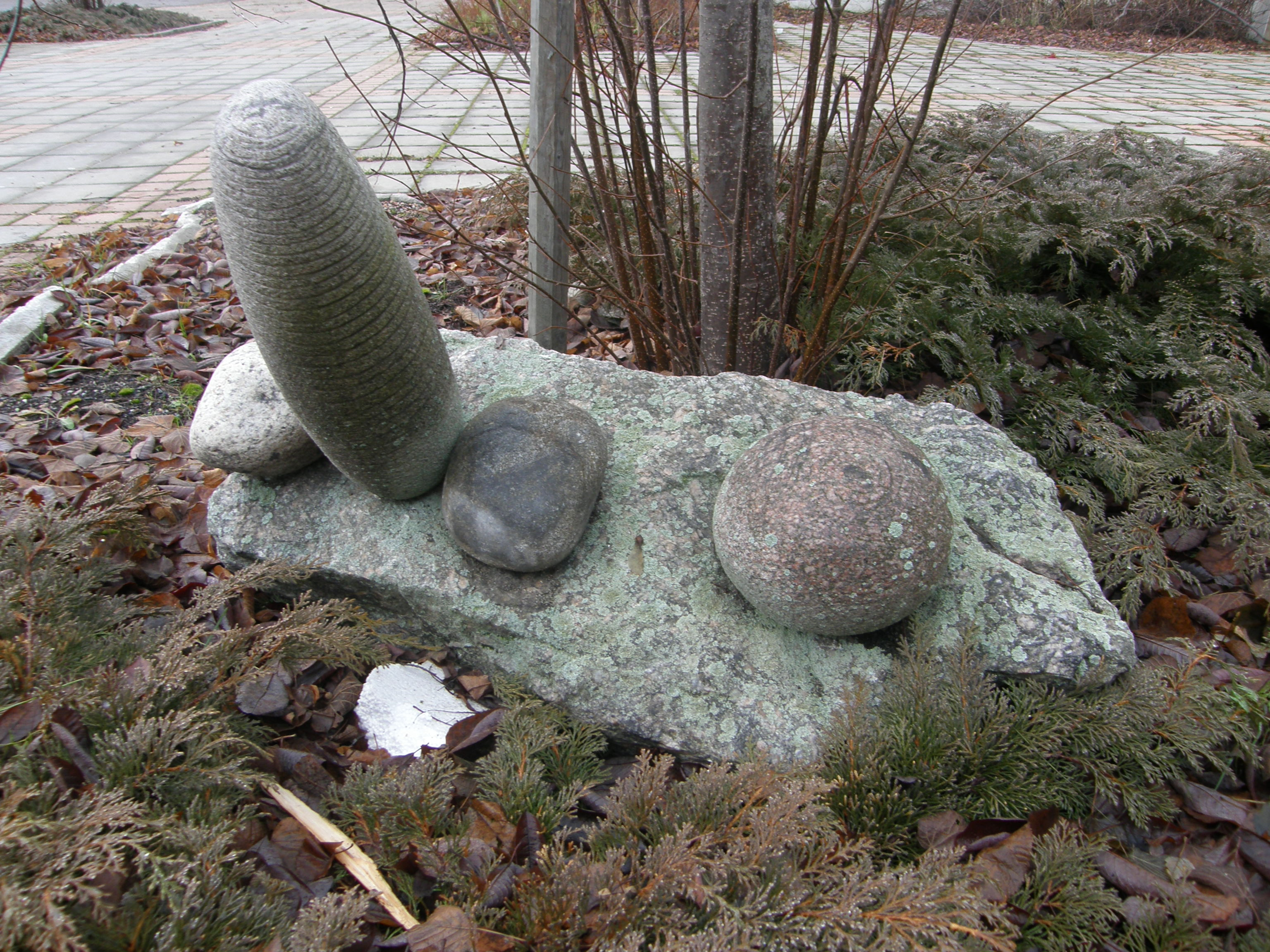
Mykes (2005) i Kvissleby i Sundsvalls kommun.
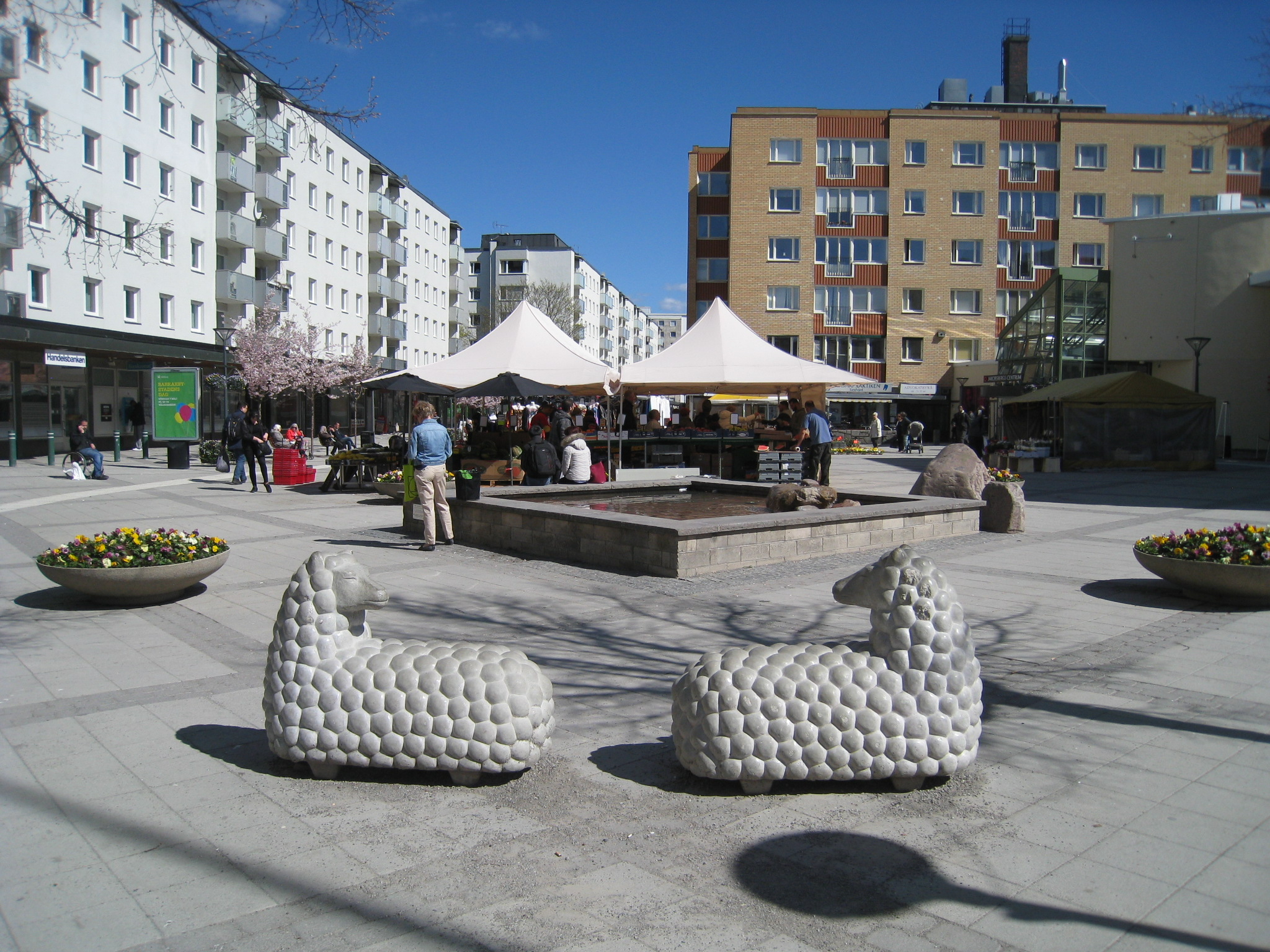
Vattenfylld bassäng med fontän och stenformation (1995), Riddarplatsen, Jakobsbergs Centrum i Järfälla kommun